# 이케다 슈이치

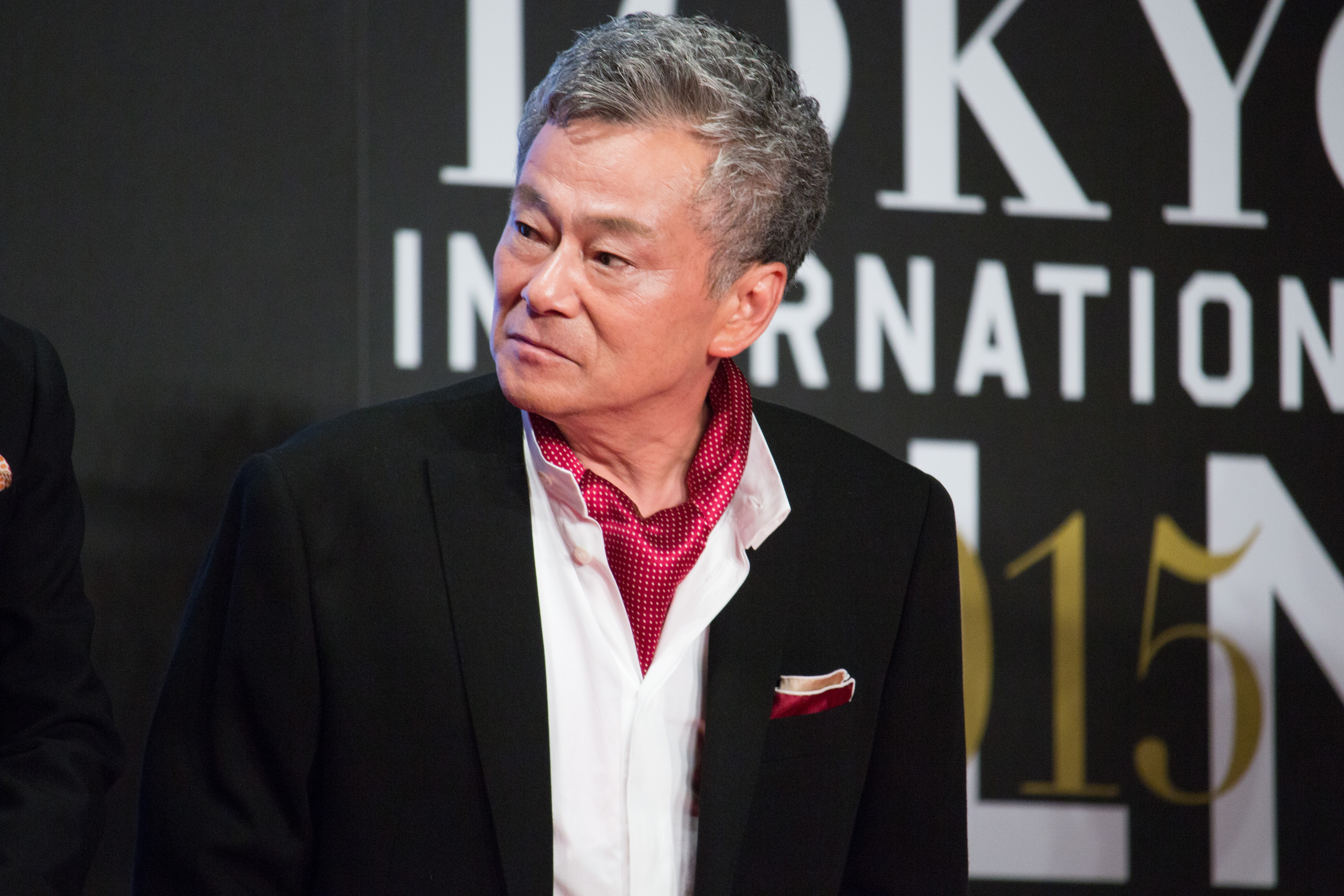
이케다 슈이치

이케다 슈이치(池田 秀一, 1949년 12월 2일 ~ )는 일본의 성우이다. 도쿄배우생활협동조합 소속. 도쿄도 출신. 성우 타마가와 사키코가 부인이다.

## 약력
- 어릴 때부터 아역으로 드라마에 다수 출연했다.
- 외화의 더빙을 하다가 알게 된 음향감독의 권유로 애니메이션 '무적강인 다이탄3(일본어: 無敵鋼人ダイターン3)에 게스트 출연한 것을 계기로 성우로 데뷔했다. 그때까지도 성우에 큰 흥미를 갖지 않았으나 후속 방송인 기동전사 건담에서 아무로역의 오디션에 참가했을 때, 야스히코 요시카즈가 그린 샤아의 일러스트를 보고 마음에 들어 샤아 역에 응모, 합격하게 된다.
- 기동전사 건담에서 함께 출연했던 토다 케이코(일본어: 戸田恵子)와 결혼했으나 이혼, 타마가와 사키코와 재혼했다.
- 2006년 12월 자서전 '샤아로의 진혼가 내 청춘의 붉은 혜성(일본어: シャアへの鎮魂歌 わが青春の赤い彗星)'을 출간했다.

## 출연작

### TV 애니메이션
1979년
- 기동전사 건담 (샤아 아즈나블)

1985년
- 기동전사 제타건담 (크와트로 버지나)

1996년
- 바람의 검심 (히코 세이쥬로)

1999년
- 원피스 (샹크스)

2003년
- 건슬링거 걸 (페르미)

2004년
- 기동전사 건담 SEED DESTINY (길버트 듀란달)
- 개구리 중사 케로로 (니시자와 바이오)

2006년
- 채운국 이야기 (홍소가)
- 칭송받는 자 (디)

### 극장판 애니메이션
1988년
- 기동전사 건담 역습의 샤아 (샤아 아즈나블)

1989년
- 비너스 전기 (제프리 카츠)

2015년
- 감바의 대모험 (가큐샤)

2016년
- 명탐정 코난 에피소드 “원” 작아진 명탐정 (아카이 슈이치)

2017년
- 기동전사 건담 디 오리진V: 격돌 루움 전투 (샤아 아즈나블)

2018년
- 기동전사 건담 디 오리진 Ⅵ: 탄생 붉은 혜성 (샤아 아즈나블)

2021년
- 명탐정 코난: 비색의 부재증명 (아카이 슈이치)

2022년
- 원피스 필름 레드 (상크스)

2024년
- 기동전사 건담 SEED FREEDOM (길버트 듀렌달)
- 명탐정 코난: 100만 달러의 오릉성 (괴도 코르보) / (쿠로바 도이치)

### OVA
1985년
- 환몽전기 레다 (젤)

1988년
- 은하영웅전설 (울리히 케슬러)

1989년
- 초인 로크 : 로드 레온 (로드 레온)

1996년
- 사이버 포뮬러 사가 (나구모 쿄시로)

2010년
- 기동전사 건담 유니콘 (풀 프론탈)

### 게임
- 건그레이브O.D. (가리노 크레아레 콜시오네)
- 킹덤하츠 358/2Days (마르샤)

1989년
- 수왕기 PC엔진판 (나레이션)

1991년
- 헬파이어S（戦闘機파일럿)
- 로도스도 전기II (카슈 왕)

1992년
- 천외마경II 卍MARU (요미)
- 로도스도 전기 PC엔진판 (카슈 왕)

1993년
- 이스IV -The Dawn of Ys- (엘딜)

1995년
- 천외마경 컴퓨터 장치 격투전 (요미)

1996년
- 포포로 크로이스 전기 (백기사)
- 아크 더 래드2 (슈)
- NOT TREASURE HUNTER (제임스 아크라이트)

1997년
- 파랜드 스토리~4개의 봉인~ (란티아)

1998년
- 사쿠라 대전2 ~그대여 죽지마오~ (로베르트 샤토브리앙)
- 초강전기 키카이오 (섀도우 레드, 헤르만)

1999년
- 아크 더 래드3 (슈)
- 70년대풍 로봇 애니메 겟P-X (쟈그 장군)
- 멀티랜서 The 3rd Planet (막시밀리안 클로에)
- 발키리 프로파일 (오딘)

2000년
- BLOOD THE LAST VAMPIRE (어둠의 왕)

2001년
- From TV animation ONE PIECE 그랜드 배틀! (샹크스)
- From TV animation ONE PIECE 나아가라 해적단!]] (샹크스)
- 기동전사 건담 연방vs.지온 (샤아 아즈나블)
- THE 스나이퍼 (해리 C 스펜서)
- 모두의 GOLF3 (쿠거)

2002년
- From TV animation ONE PIECE 그랜드 배틀!2 (샹크스)
- From TV animation ONE PIECE 트레저 배틀! (샹크스)

2003년
- From TV animation ONE PIECE 오션즈 드림 (샹크스)
- ONE PIECE 그랜드 배틀!3 (샹크스)
- 기동전사 건담 에우고vs.티턴즈 (샤아 아즈나블(크와트로 버지나))
- 모두의 GOLF4 (쿠거)

2004년
- ONE PIECE 랜드랜드! (샹크스)
- 섀도우 하츠II (브랑카)
- 킹덤하츠 Re:체인 오브 메모리즈 (마르샤)
- 기동전사 건담 건담vs.Ζ건담 (샤아 아즈나블(크와트로 버지나))

2005년
- ONE PIECE 그랜드 배틀! RUSH (샹크스)
- 신기환상 스펙트랄 소울즈II (맥스)
- 팬텀 킹덤 (명왕 시돌)
- 천외마경III NAMIDA (니기)
- ONE PIECE 해적 카니발 (샹크스)

2006년
- 기동전사 건담 클라이맥스U.C. (샤아 아즈나블(크와트로 버지나))
- 발키리 프로파일 레나스 (오딘, 바르바로사)
- 천하인 (오다 노부나가)
- 발키리 프로파일2 실메리아 (오딘)
- 기동전사 건담SEED DESTINY 연합vs.Z.A.F.T.II (길버트 듀란달)
- 칭송받는 자 흩어져가는 자들에게의 자장가 (디)

2007년
- ONE PIECE 언리미티드 어드벤처 (샹크스)
- ONE PIECE 기어 스피릿츠 (샹크스)